# Македонская критика французской мысли
«Македонская критика французской мысли» — повесть русского писателя Виктора Пелевина, входящая в сборник ДПП (NN), выпущенный в 2003 году.
В интервью, отвечая на вопрос «Почему вам было интересно столько писать, например, о Бодрийяре и Деррида?» Пелевин сказал: «Мне интересно было сделать этих интеллектуалов героями подчеркнуто неинтеллектуального текста. Это как назначить Шварценеггера губернатором, только наоборот».
В 2007 году издательство «Эксмо» выпустило одноименный сборник, включающий, помимо самой повести, 12 других произведений автора. Сборник затем неоднократно переиздавался.

## Сюжет
Главный герой повести — татарский бизнесмен Насых Насратуллович Нафиков, известный по прозвищу Кика, сын нефтяного магната, родившийся в России, но выросший и получивший образование в других странах Европы. Кика после смерти отца в результате покушения становится богатым человеком.
Философское образование, полученное в Сорбонне, дает плоды: у героя развивается ненавистно окрашенная одержимость французской философией. Кика, считая себя великим мыслителем, начинает публиковать псевдофилософские опусы, главным образом направленные против французских философов: «Где облажался Бодрийяр», «Деррида из пруда» и другие. Его сочинения получают противоречивые оценки.
Самая известная работа Кики — «Македонская критика французской мысли», в которой он изложил своё развившееся к тому времени навязчивое убеждение. Суть этого убеждения в том, что после смерти человека остается некая форма, в которой продолжают существовать вложенные при жизни в труд воля и страдания — так называемая «человеконефть», воплощенная в циркулирующей товарно-денежной массе. После крушения Советского Союза коммунистическая «человеконефть» стала перекачиваться на Запад, и продолжает туда поступать сейчас. Проводя параллели с различными сортами нефти, подходящими или неподходящими для технологического процесса, Кика приходит к выводу, что на Запад поступает неподходящая ему «человеконефть» — по словам Кики, «ядовитый гной». Кика видит свою миссию в том, чтобы восстановить баланс и поставить преграду на пути российской «человеконефти» на Запад, а также отсосать часть «человеконефти» обратно в Россию.
Для этого Кика арендует фабрику под Парижем, внутри которой люди подвергаются физическим истязаниям в момент прочтения отрывков из книги Мишеля Фуко «Надзирать и наказывать». Об этом становится известно Интерполу, но Кике удается скрыться от возмездия. Дальнейшая его судьба неизвестна; ясно лишь, что он жив и делает заявления в прессе по поводу разгрома французской философской мысли.

## Другие произведения
Главный герой упоминается в романе «Числа» из того же сборника. Помимо этого, в обоих произведениях представлены одни и те же учреждения: банк «Санбанк» и фирма «Ойл Эве».

## Мнения
Дмитрий Быков:

Я вообще не очень люблю французскую философию второй половины XX века (да и вообще XX века в целом, рискну сказать) — по причинам, которые так исчерпывающе изложил Пелевин в «Македонской критике французской мысли». Из всех этих людей, пожалуй, я выделяю только Фуко (и то, далеко не всё), а уж Бодрийяр и Деррида вообще вызывают у меня глухое раздражение.

Пелевин — непревзойденный исследователь пустотности. Было бы грубой ошибкой утверждать, что он видит её везде. Но там, где она есть, он разоблачает её мгновенно. На что бы ни направлялся глиняный пулемет из «Чапаева и Пустоты» — после небольшой вспышки перед нами оказывается абсолютное ничто, и Пелевин мастерски произвел эту операцию со всеми постсоветскими идеологемами, сшитыми на живую нитку. Идея карьеры и личного преуспеяния подверглась метафорическому разоблачению еще в «Принце Госплана», философия постиндустриального общества — в «Generation П» и «Македонской критике французской мысли…».
Елена Сайко:

<…> к примеру, «Македонская критика французской мысли» В. Пелевина останется для читателя «вещью в себе». Хотя, с точки зрения «критики разума», это уже, что называется, «вещь вне себя» — по степени интертекстуальности, сверхтекстовости и сочетаемости несочетаемого: интеллектуального изыска и острого, бьющего не в бровь, а в глаз «шаржевого» маньеризма. Страсть постмодернистов к критике как искусству облачения и разоблачения одновременно и дневниковость как воля к тайне, стимулируемая надеждой, что её обязательно кто-нибудь да раскроет (ведь дневники заводятся исключительно для того, чтобы их когда-нибудь прочитали!) — все это интригующе воплотилось в истории жизни Кики, главного героя книги В. Пелевина.